# دسته ماهی و توده ماهی
در زیست‌شناسی، هر گروهی از ماهی‌ها که به دلایل اجتماعی کنار هم می‌مانند، در حال دسته‌شدن (به انگلیسی: Shoaling) هستند و اگر این گروه به‌طور هماهنگ در یک جهت شنا کنند، در حال توده‌شدن (به انگلیسی: Schooling) هستند. در استفاده رایج، اصطلاحات گاهی نسبتاً ضعیف استفاده می‌شوند. تقریباً یک چهارم گونه‌های ماهی در تمام طول عمر خود و نیمی از گونه‌های ماهی در بخشی از عمر خود به صورت دسته (shoal) در می‌آیند.

نمای ویدیویی زیرآب از یک توده شاه‌ماهی که با سرعت زیاد به محل تخم‌ریزی خود در دریای بالتیک کوچ می‌کنند.

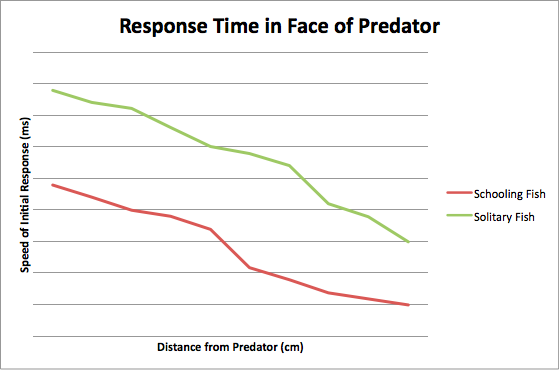
زمان پاسخگویی برای توده‌شدن در برابر شکارگر

## انواع

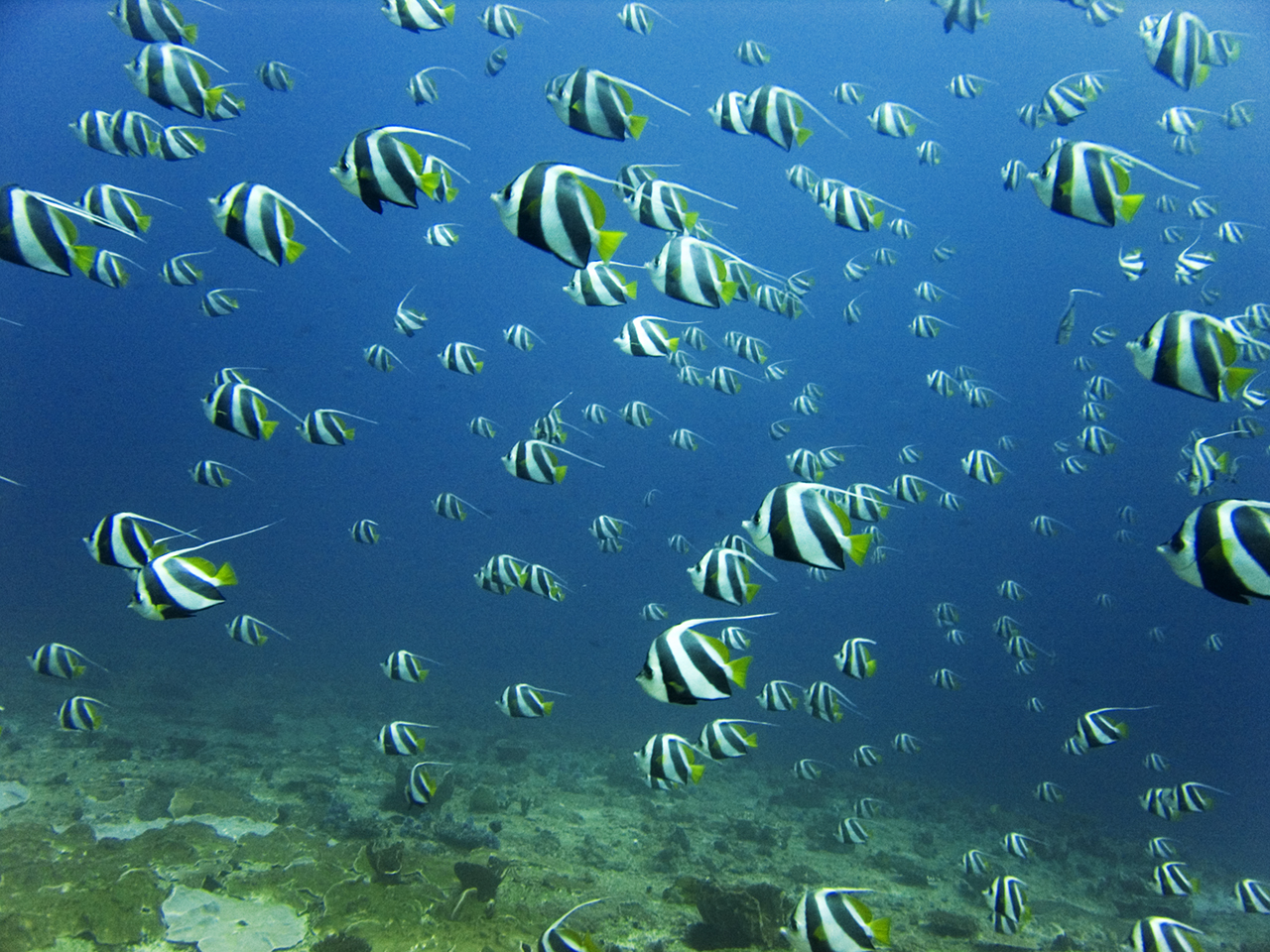
تراکم کم
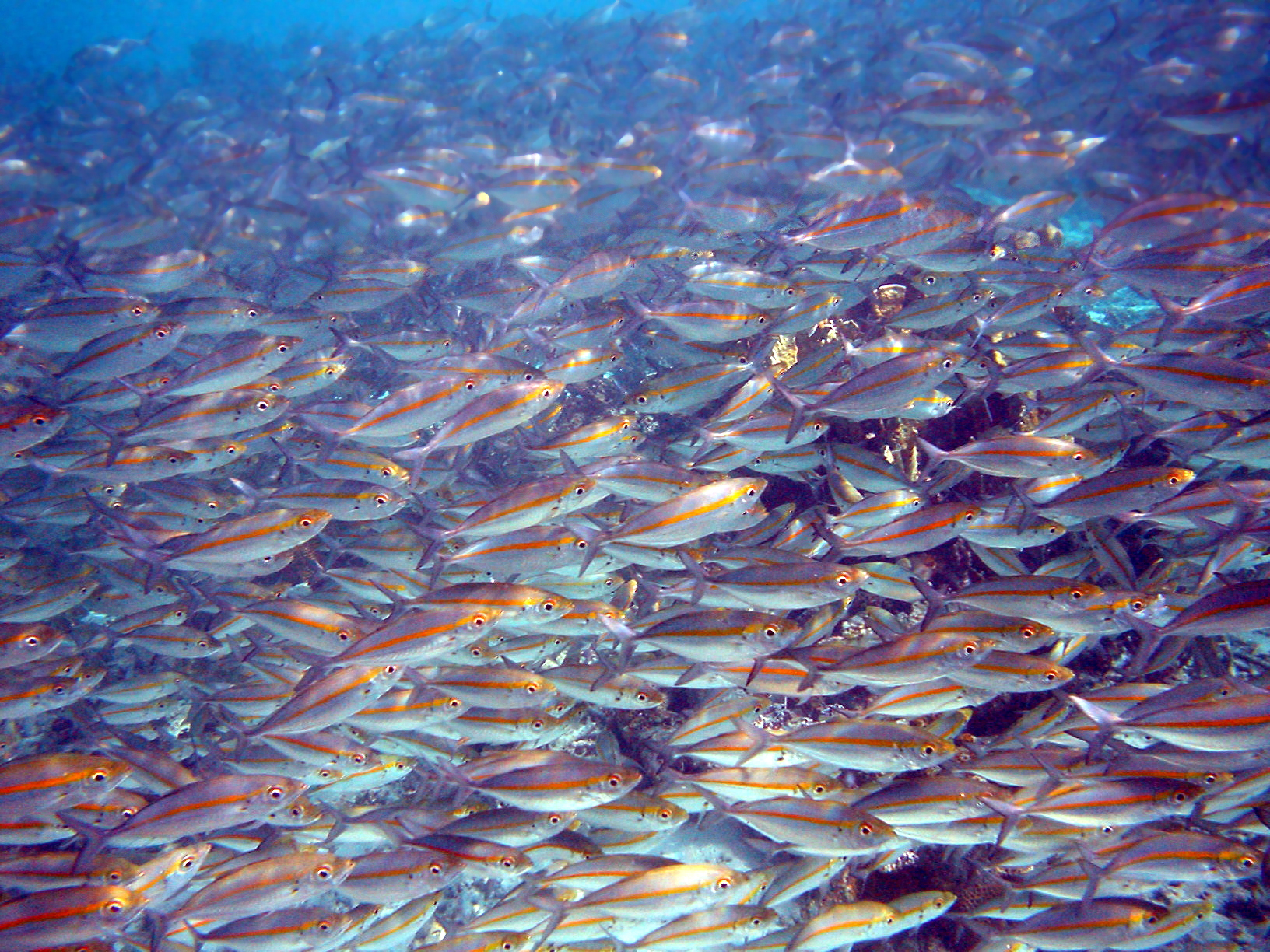
تراکم بالا
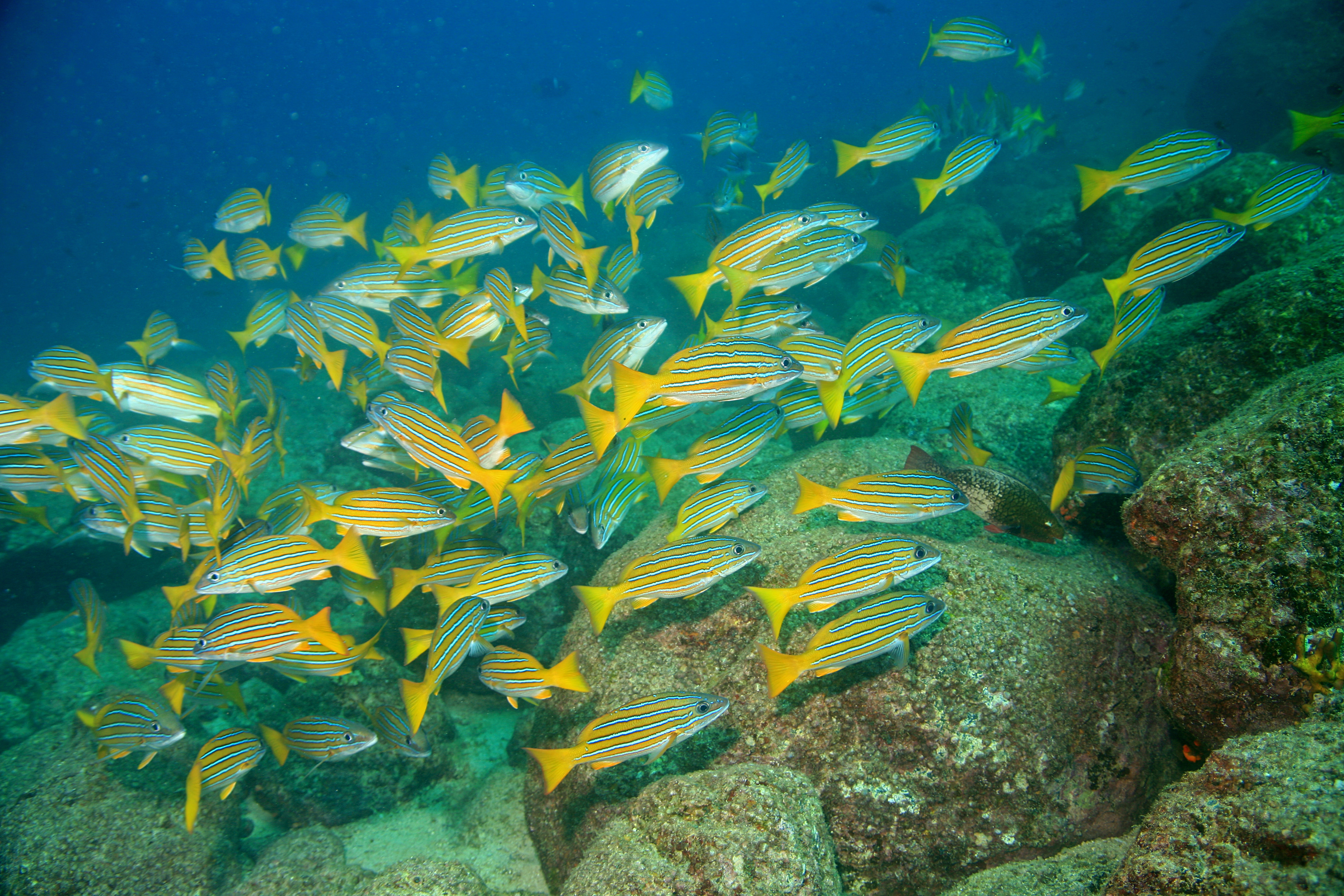
قطبیت کم
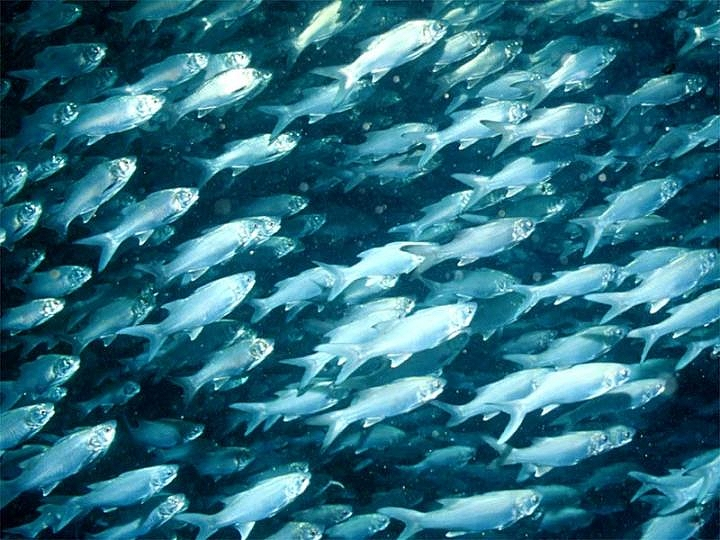
قطبیت بالا

## نگارخانه

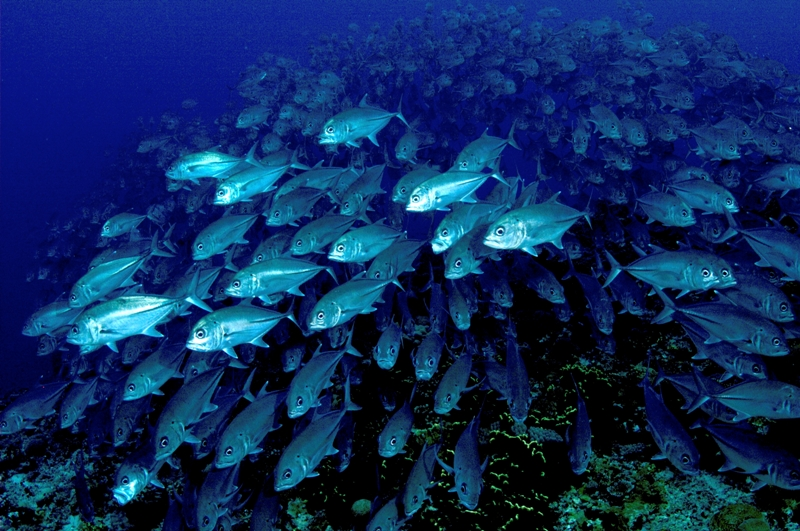
یک توده ماهی چشم‌های زیادی دارد که می‌تواند غذا یا تهدید را بررسی کند
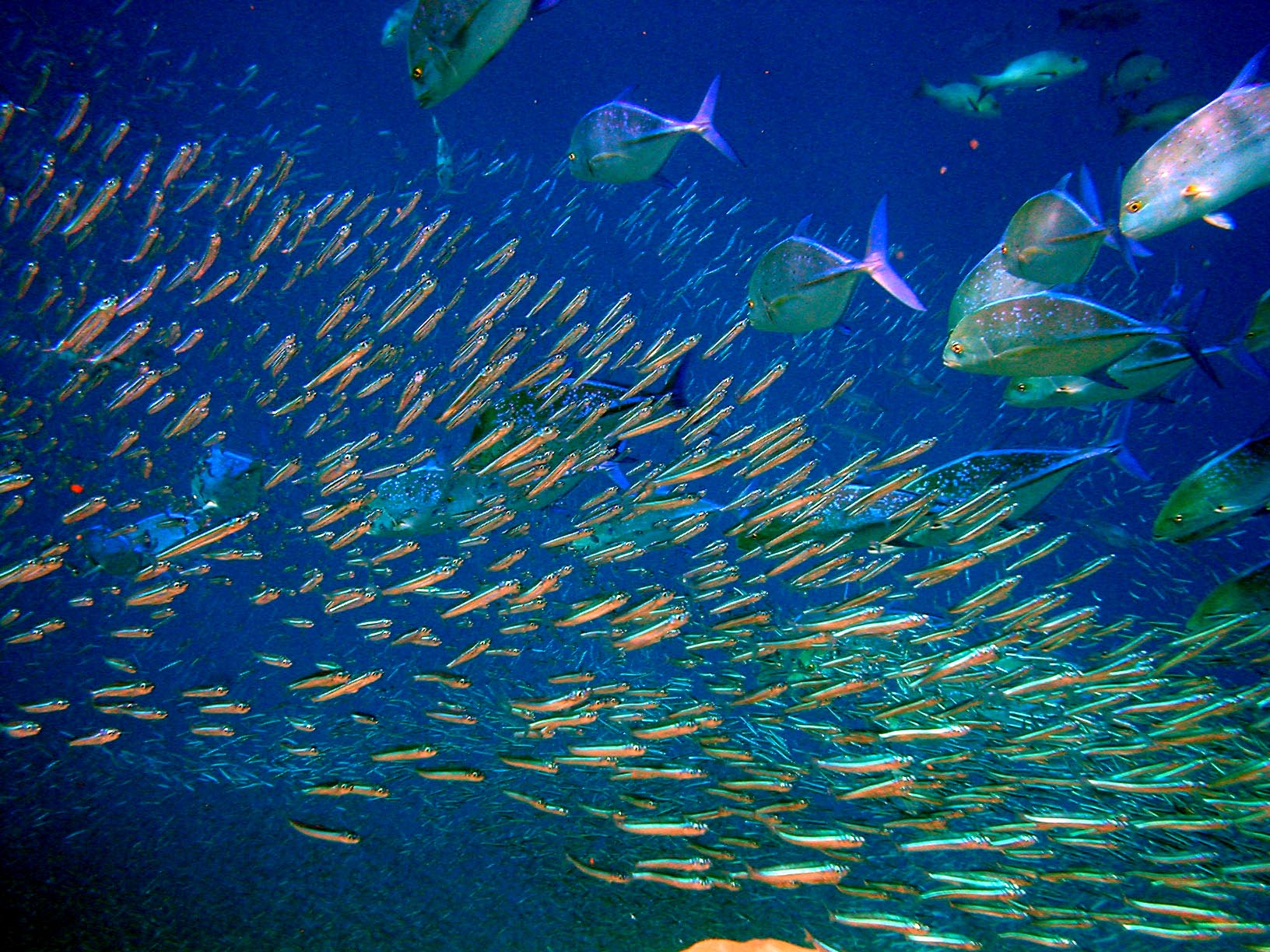
اندازه توده موتوماهیان بیشتر از توده ماهی شکارگر شاه‌گیش باله‌آبی است
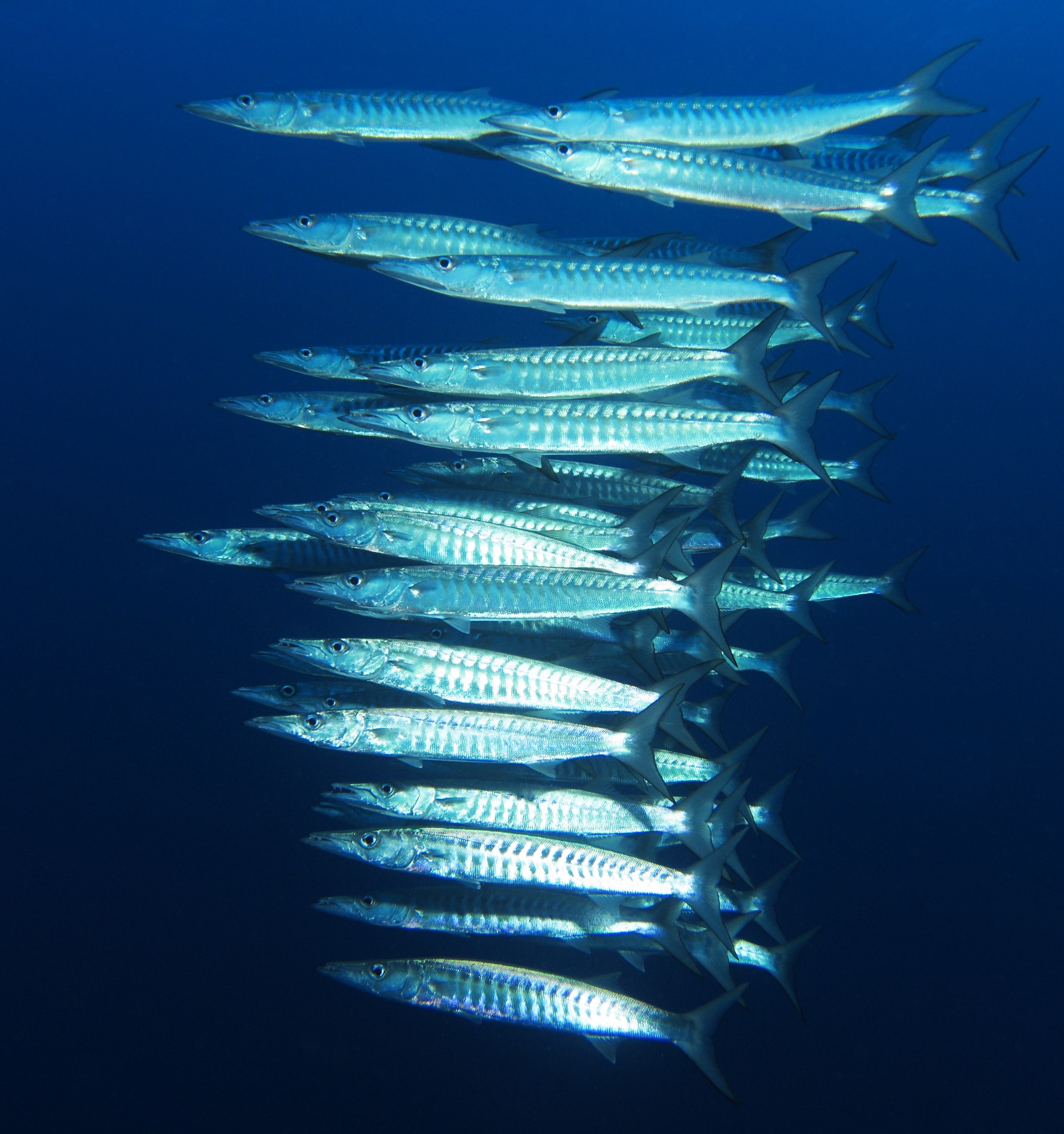
توده ماهی باراکودای باله‌سیاه در حالت حمله به صف شد
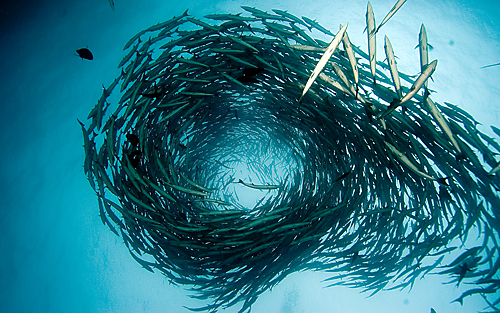
"گردباد" توده باراکوداها